# Medardus Kruchen
Medardus Kruchen, auch Medard Kruchen (* 8. Juni 1876 in Düsseldorf; † 1957 ebenda), war ein deutscher Landschafts- und Stilllebenmaler der Düsseldorfer Schule.

## Leben
Medardus Kruchen, Sohn des Düsseldorfer Landschaftsmalers Julius Kruchen, besuchte nach der Realschule die Kunstakademie Düsseldorf. Dort unterrichteten ihn Peter Janssen d. Ä., Eugen Dücker, Julius Paul Junghanns und Julius Bergmann, dessen Meisterschüler er war. 1907/1908 gehörte er mit Walter Ophey, Josef Kohlschein d. J., Carl Plückebaum, Carl Schmitz-Pleis, Josef Hansen, Ernst Paul (1877–1947), Albert Reibmayr, Josef Lindemann, Heinz May und Hubert Ritzenhofen zu den Gründern der Künstlergruppe Niederrhein. Auch war er Mitglied des Künstlervereins Malkasten. 1909 war er auf der Großen Kunstausstellung Düsseldorf vertreten. In den Jahren 1912 bis 1914 nahm er an der Großen Berliner Kunstausstellung teil.